# Basket Club Boncourt
Il B.C. Boncourt è una squadra svizzera di pallacanestro con sede a Boncourt, nel Canton Giura.

## Palmarès
- Campionato svizzero (2003, 2004)
- Coppa svizzera di pallacanestro (2005)
- Coppa di lega svizzera di pallacanestro (2005, 2006)

## Cestisti
- Yuanta Holland 2002-2005

## Allenatori
- ????-????:  Claude Laville
- 1993-2007:  Randoald Dessarzin
- 2007-2010:  Olivier Le Minor
- 2010-2016:  Antoine Petitjean
- 2016-2017:  Nicolas Pérot
- 2017-2019:  Romain Gaspoz
- 2019-2022:  Vladimir Ružičić
- 2022-2023:  Étienne Faye
- 2023-:   Nemanja Ćalasan